# Giacomo Piccolomini
Giacomo Piccolomini (Siena, 31 luglio 1795 – Siena, 17 agosto 1861) è stato un cardinale italiano.

## Biografia
Fu il secondogenito di sei figli, appartenente alla famiglia della nobiltà senese che portò sul soglio di Pietro due pontefici, papa Pio II (Enea Silvio Piccolomini) e papa Pio III (Francesco Todeschini Piccolomini), e vari cardinali, tra cui Giovanni Piccolomini e Celio Piccolomini, entrambi arcivescovi di Siena. 
Papa Gregorio XVI lo creò cardinale presbitero (non ordinato vescovo) nel concistoro del 22 luglio 1844, riservandosi il nome in pectore; fu pubblicato nel concistoro del 24 novembre 1845.
Morì il 17 agosto 1861 all'età di 66 anni, è sepolto nella Cattedrale di Siena, ai piedi dell'altare Piccolomini.